# بجد (باقران)
بجد (بالفارسية: بجد) هي قرية تقع في إيران في خراسان الجنوبية. يقدر عدد سكانها بـ 1100 نسمة بحسب إحصاء 2016.